# Інтеркулер

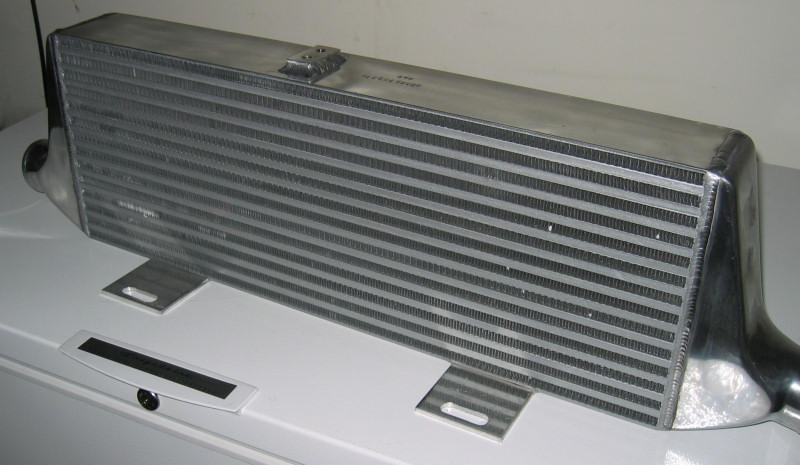
Інтеркулер

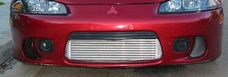
Фронтальне монтування інтеркулера

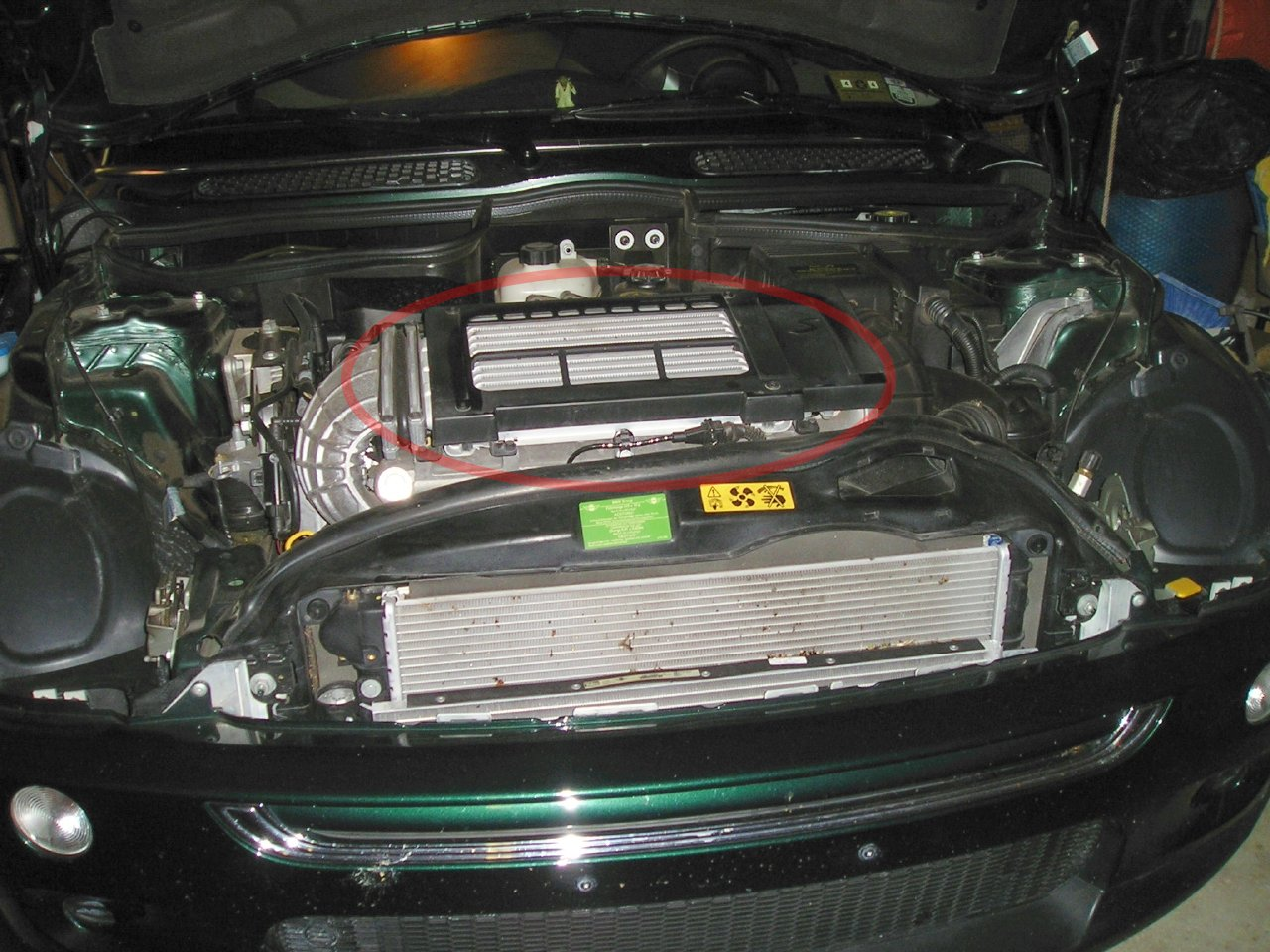
Інтеркулер двигуна MINI Cooper S (2003) з верхнім розташуванням (обведений червоним)

Інтерку́лер (від англ. intercooler) або проміжни́й охоло́джувач повітря, яке наддувається у системі турбонаддування — теплообмінник (повітряно-повітряний, водо-повітряний), що призначений для зниження температури повітря, що подається від турбонагнітача до двигуна. В основному використовується у двигунах внутрішнього згоряння із системою турбонаддування.
Апарат призначений для відведення тепла з повітряного потоку, який нагрівається при стисканні в компресорі. Існує багато критеріїв, якими керуються при створенні інтеркулера. Основні серед них — це максимальне відведення тепла, мінімальні втрати тиску наддування, збільшення інерції потоку.

## Застосування
При адіабатичному (без теплообміну з навколишнім середовищем) стисненні повітря у системі наддування його температура на виході з нагнітача зростає.
{\displaystyle {\frac {T_{out}}{T_{in}}}={\frac {p_{out}}{p_{in}}}^{\frac {\gamma -1}{\gamma }}},
де γ — показник адіабати (для сухого повітря при температурі 20 °C γ = 1,4);
Tin та Tout — абсолютна температура повітря на вході та виході нагнітача, відповідно;
pin та pout — тиск повітря на вході та виході нагнітача, відповідно.
У реальних умовах при температурі повітря на вході нагнітача t°in = 20 °C (T = 293K) при зростанні тиску удвічі (pout/pin = 2) різниця температур становитиме 60 °C і після стискання температура на виході буде t°out = 80 °C.
Згідно з розрахунком на основі закону Гей-Люссака, при початковій температурі 50 °C зростання температури повітря на 10 °C при сталому тиску приводить до зменшення його густини на 3%.
Тому, якщо не охолоджувати повітря після нагнітання, ефект від наддування може значно ослаблятись.
Приклад: при відношенні pout/pin = 2 густина повітря за рахунок нагрівання може зменшуватись приблизно на 18%.
Тому в двигуні внутрішнього згоряння повітря, яке подається в циліндри, доцільно додатково охолоджувати, підвищуючи його густину, що в свою чергу підвищує ефективність наддування, а також знижує детонаційний поріг. При цьому використовуються повітряно-повітряні варіанти теплообміну.
Одним з видів тюнінгу двигунів внутрішнього згоряння є встановлення інтеркулера більшої ефективності.

## Способи кріплення
Радіатор інтеркулера зазвичай кріпиться перпендикулярно до поздовжньої осі автомобіля (фронтальний інтеркулер) перед радіатором або під крилом, приклад — Mitsubishi Lancer Evolution. Другий спосіб кріплення — горизонтально над двигуном (наприклад, Subaru Impreza WRX, MINI Cooper S). У цьому випадку у капоті автомобіля зазвичай виконується повітрозабірник для підведення повітря до охолоджувача.

## Водо-повітряні інтеркулери
На тепловозах для забезпечення компактності повітряного тракту застосовується водо-повітряний інтеркулер (причому там він називається холодильник наддувного повітря), у контурі якого циркулює вода, яка охолоджується в окремому радіаторі. На суднах застосовується водо-повітряний інтеркулер у якому циркулює забортна вода.
Рідше водо-повітряний інтеркулер застосовується і в автоспорті, приклад тому — Toyota Celica GT-Four (Alltrac). Також в автоспорті застосовується зрошення інтеркулера водою за допомогою спеціальних форсунок, і навіть ємкості з льодом для кращого теплообміну при роботі двигуна на екстремальному тиску турбонаддування (наприклад, у дрег-рейсінгу).